# Lekkoatletyka na Letnich Igrzyskach Olimpijskich 1992 – bieg na 100 m mężczyzn
Bieg na 100 metrów mężczyzn podczas XXV Letnich Igrzysk Olimpijskich w Barcelonie rozegrano 31 lipca (eliminacje i ćwierćfinały) i 1 sierpnia 1992 (półfinały i finał) na Estadi Olímpic de Montjuïc. Zwycięzcą został reprezentant Wielkiej Brytanii Linford Christie.

## Rekordy

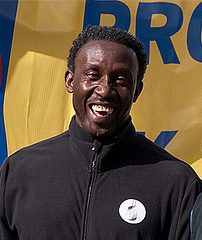
Linford Christie

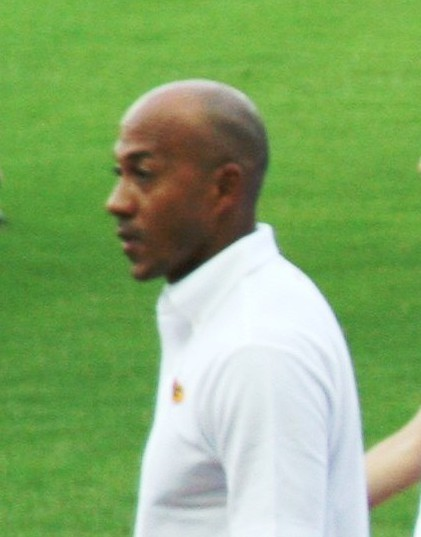
Frankie Fredericks

|                   | Zawodnik   | Narodowość        | Czas | Data                  | Miejsce |
| ----------------- | ---------- | ----------------- | ---- | --------------------- | ------- |
| Rekord świata     | Carl Lewis | Stany Zjednoczone | 9,86 | 25 sierpnia 1991(dts) | Tokio   |
| Rekord olimpijski | Carl Lewis | Stany Zjednoczone | 9,92 | 24 września 1988(dts) | Seul    |

## Wyniki
| Poz. - pozycja |
| – rekord świata \| – rekord krajowy \| – rekord życiowy \| = – wyrównany rekord życiowy \| · – najlepszy wynik w sezonie \| = – wyrównany najlepszy wynik w sezonie \| – rekord olimpijski |
| Fn – falstart \| DNF – nie ukończył \| DNS – nie wystartował \| DSQ – zdyskwalifikowany |

### Eliminacje
Rozegrano dziesięć biegów eliminacyjnych. Do ćwierćfinałów awansowało po trzech najlepszych zawodników z każdego biegu (Q) oraz dwóch z najlepszymi czasami spośród pozostałych (q).

#### Bieg 1
Wiatr: –0,1 m/s
| Poz. | Zawodnik              | Narodowość               | Rezultat | Uwagi |
| ---- | --------------------- | ------------------------ | -------- | ----- |
| 1    | Leroy Burrell         | Stany Zjednoczone        | 10,21    | Q     |
| 2    | Satoru Inoue          | Japonia                  | 10,48    | Q     |
| 3    | Jean-Olivier Zirignon | Wybrzeże Kości Słoniowej | 10,55    | Q     |
| 4    | Abdulieh Janneh       | Gambia                   | 10,71    |       |
| 5    | Hassane Illiassou     | Niger                    | 10,73    |       |
| 6    | Khalid Ibrahim Jouma  | Bahrajn                  | 10,80    |       |
| 7    | Jaime Zelaya          | Honduras                 | 11,02    |       |
| 8    | Claude Roumain        | Haiti                    | 11,07    |       |

#### Bieg 2
Wiatr: –0,5 m/s
| Poz. | Zawodnik            | Narodowość        | Rezultat | Uwagi |
| ---- | ------------------- | ----------------- | -------- | ----- |
| 1    | Dennis Mitchell     | Stany Zjednoczone | 10,21    | Q     |
| 2    | Witalij Sawin       | WNP               | 10,29    | Q     |
| 3    | Samuel Nchinda-Kaya | Kamerun           | 10,41    | Q     |
| 4    | Gustavo Envela      | Gwinea Równikowa  | 10,65    |       |
| 5    | Florencio Aguilar   | Panama            | 10,74    |       |
| 6    | Dominique Canti     | San Marino        | 11,14    |       |
| –    | Charles Tayot       | Gabon             | DNF      |       |
| –    | Andreas Berger      | Austria           | DSQ      |       |

#### Bieg 3
Wiatr: –0,3 m/s
| Poz. | Zawodnik            | Narodowość        | Rezultat | Uwagi |
| ---- | ------------------- | ----------------- | -------- | ----- |
| 1    | Linford Christie    | Wielka Brytania   | 10,48    | Q     |
| 2    | Arnaldo da Silva    | Brazylia          | 10,55    | Q     |
| 3    | Daniel Sangouma     | Francja           | 10,63    | Q     |
| 4    | Ato Boldon          | Trynidad i Tobago | 10,77    |       |
| 5    | Hussain Arif        | Pakistan          | 10,83    |       |
| 6    | Fabian Muyaba       | Zimbabwe          | 10,84    |       |
| 7    | Pascal Dangbo       | Benin             | 11,03    |       |
| 8    | Henry Daley Colphon | Kostaryka         | 11,11    |       |

#### Bieg 4
Wiatr: –1,0 m/s
| Poz. | Zawodnik              | Narodowość      | Rezultat | Uwagi |
| ---- | --------------------- | --------------- | -------- | ----- |
| 1    | Frankie Fredericks    | Namibia         | 10,29    | Q     |
| 2    | Marcus Adam           | Wielka Brytania | 10,57    | Q     |
| 3    | Atlee Mahorn          | Kanada          | 10,64    | Q     |
| 4    | Boevi Lawson          | Togo            | 10,59    |       |
| 5    | Sriyantha Dissanayake | Sri Lanka       | 10,87    |       |
| 6    | Gabriel Simeon        | Grenada         | 11,10    |       |
| 7    | Adam Hassan Sakak     | Sudan           | 11,12    |       |
| 8    | Robinson Stewart      | Suazi           | 11,20    |       |

#### Bieg 5
Wiatr: –2,0 m/s
| Poz. | Zawodnik         | Narodowość                           | Rezultat | Uwagi |
| ---- | ---------------- | ------------------------------------ | -------- | ----- |
| 1    | Ray Stewart      | Jamajka                              | 10,61    | Q     |
| 2    | Patrick Stevens  | Belgia                               | 10,63    | Q     |
| 3    | John Myles-Mills | Ghana                                | 10,64    | Q     |
| 4    | Neville Hodge    | Wyspy Dziewicze Stanów Zjednoczonych | 10,71    |       |
| 5    | Henrico Atkins   | Barbados                             | 10,83    |       |
| 6    | Golam Ambia      | Bangladesz                           | 11,06    |       |
| 7    | Gabrieli Qoro    | Fidżi                                | 11,14    |       |
| 8    | Mark Sherwin     | Wyspy Cooka                          | 11,53    |       |

#### Bieg 6
Wiatr: –2,0 m/s
| Poz. | Zawodnik               | Narodowość | Rezultat | Uwagi |
| ---- | ---------------------- | ---------- | -------- | ----- |
| 1    | Davidson Ezinwa        | Nigeria    | 10,31    | Q     |
| 2    | Ben Johnson            | Kanada     | 10,55    | Q     |
| 3    | Eric Akogyiram         | Ghana      | 10,60    | Q     |
| 4    | Juan Jesús Trapero     | Hiszpania  | 10,64    |       |
| 5    | Joel Otim              | Uganda     | 10,94    |       |
| 6    | Soryba Diakité         | Gwinea     | 11,10    |       |
| 7    | Noureddine Ould Ménira | Mauretania | 11,22    |       |
| 8    | Ahmed Shageef          | Malediwy   | 11,36    |       |

#### Bieg 7
Wiatr: –1,6 m/s
| Poz. | Zawodnik              | Narodowość                   | Rezultat | Uwagi |
| ---- | --------------------- | ---------------------------- | -------- | ----- |
| 1    | Olapade Adeniken      | Nigeria                      | 10,36    | Q     |
| 2    | Talal Mansur          | Katar                        | 10,43    | Q     |
| 3    | Stefan Burkart        | Szwajcaria                   | 10,67    | Q     |
| 4    | Visut Watanasin       | Tajlandia                    | 10,72    |       |
| 5    | André da Silva        | Brazylia                     | 10,78    |       |
| 6    | Valentin Ngbogo       | Republika Środkowoafrykańska | 10,79    |       |
| 7    | Bernard Manana        | Papua-Nowa Gwinea            | 11,35    |       |
| 8    | Sitthixay Sacpraseuth | Laos                         | 12,02    |       |

#### Bieg 8
Wiatr: –2,2 m/s
| Poz. | Zawodnik                | Narodowość   | Rezultat | Uwagi |
| ---- | ----------------------- | ------------ | -------- | ----- |
| 1    | Chidi Imoh              | Nigeria      | 10,47    | Q     |
| 2    | Daniel Cojocaru         | Rumunia      | 10,57    | Q     |
| 3    | Sanusi Turay            | Sierra Leone | 10,58    | Q     |
| 4    | Kennedy Ondiek          | Kenia        | 10,60    |       |
| 5    | Kareem Streete-Thompson | Kajmany      | 10,78    |       |
| 6    | David Nkoua             | Kongo        | 10,96    |       |
| 7    | Emery Gill              | Belize       | 11,51    |       |
| 8    | Ahmed Al-Moamari Bashir | Oman         | 11,17    |       |

#### Bieg 9
Wiatr: –1,6 m/s
| Poz. | Zawodnik         | Narodowość | Rezultat | Uwagi |
| ---- | ---------------- | ---------- | -------- | ----- |
| 1    | Max Morinière    | Francja    | 10,36    | Q     |
| 2    | Bruny Surin      | Kanada     | 10,37    | Q     |
| 3    | Emmanuel Tuffour | Ghana      | 10,45    | Q     |
| 4    | Tatsuo Sugimoto  | Japonia    | 10,56    |       |
| 5    | Ku Wai Ming      | Hongkong   | 10,74    |       |
| 6    | Tolutaʻu Koula   | Tonga      | 10,85    |       |
| 7    | Afonso Ferraz    | Angola     | 11,32    |       |
| 8    | Fletcher Wamilee | Vanuatu    | 11,41    |       |

#### Bieg 10
Wiatr: –0,3 m/s
| Poz. | Zawodnik            | Narodowość        | Rezultat | Uwagi |
| ---- | ------------------- | ----------------- | -------- | ----- |
| 1    | Robson da Silva     | Brazylia          | 10,24    | Q     |
| 2    | Mark Witherspoon    | Stany Zjednoczone | 10,27    | Q     |
| 3    | Pawieł Gałkin       | WNP               | 10,43    | Q     |
| 4    | Janis Zisimidis     | Cypr              | 10,51    | q     |
| 5    | Shinji Aoto         | Japonia           | 10,54    | q     |
| 6    | Charles-Louis Seck  | Senegal           | 10,57    |       |
| 7    | Ousmane Diarra      | Mali              | 10,87    |       |
| 8    | Bothloko Shebe      | Lesotho           | 10,94    |       |
| –    | Patrice Traoré Zeba | Burkina Faso      | DNF      |       |

### Ćwierćfinały
Rozegrano cztery biegi ćwierćfinałowe. Do półfinałów awansowało po czterech najlepszych zawodników z każdego biegu.

#### Bieg 1
Wiatr: +0,9 m/s
| Poz. | Zawodnik         | Narodowość        | Rezultat | Uwagi |
| ---- | ---------------- | ----------------- | -------- | ----- |
| 1    | Mark Witherspoon | Stany Zjednoczone | 10,19    | Q     |
| 2    | Robson da Silva  | Brazylia          | 10,29    | Q     |
| 3    | Talal Mansur     | Katar             | 10,32    | Q     |
| 4    | Max Morinière    | Francja           | 10,34    | Q     |
| 5    | Marcus Adam      | Wielka Brytania   | 10,35    |       |
| 6    | Pawieł Gałkin    | WNP               | 10,37    |       |
| 7    | Eric Akogyiram   | Ghana             | 10,68    |       |
| 8    | Atlee Mahorn     | Kanada            | 10,77    |       |

#### Bieg 2
Wiatr: –0,5 m/s
| Poz. | Zawodnik            | Narodowość | Rezultat | Uwagi |
| ---- | ------------------- | ---------- | -------- | ----- |
| 1    | Frankie Fredericks  | Namibia    | 10,13    | Q     |
| 2    | Bruny Surin         | Kanada     | 10,24    | Q     |
| 3    | Witalij Sawin       | WNP        | 10,33    | Q     |
| 4    | Davidson Ezinwa     | Nigeria    | 10,38    | Q     |
| 5    | John Myles-Mills    | Ghana      | 10,41    |       |
| 6    | Stefan Burkart      | Szwajcaria | 10,57    |       |
| 7    | Samuel Nchinda-Kaya | Kamerun    | 10,58    |       |
| 8    | Patrick Stevens     | Belgia     | 10,59    |       |

#### Bieg 3
Wiatr: –1,7 m/s
| Poz. | Zawodnik         | Narodowość        | Rezultat | Uwagi |
| ---- | ---------------- | ----------------- | -------- | ----- |
| 1    | Dennis Mitchell  | Stany Zjednoczone | 10,22    | Q     |
| 2    | Olapade Adeniken | Nigeria           | 10,22    | Q     |
| 3    | Emmanuel Tuffour | Ghana             | 10,31    | Q     |
| 4    | Ray Stewart      | Jamajka           | 10,36    | Q     |
| 5    | Satoru Inoue     | Japonia           | 10,50    |       |
| 6    | Daniel Cojocaru  | Rumunia           | 10,57    |       |
| 7    | Daniel Sangouma  | Francja           | 10,64    |       |
| 8    | Janis Zisimidis  | Cypr              | 10,65    |       |

#### Bieg 4
Wiatr: 0,0 m/s
| Poz. | Zawodnik              | Narodowość               | Rezultat | Uwagi |
| ---- | --------------------- | ------------------------ | -------- | ----- |
| 1    | Linford Christie      | Wielka Brytania          | 10,07    | Q     |
| 2    | Leroy Burrell         | Stany Zjednoczone        | 10,08    | Q     |
| 3    | Chidi Imoh            | Nigeria                  | 10,21    | Q     |
| 4    | Ben Johnson           | Kanada                   | 10,30    | Q     |
| 5    | Sanusi Turay          | Sierra Leone             | 10,40    |       |
| 6    | Arnaldo da Silva      | Brazylia                 | 10,47    |       |
| 7    | Shinji Aoto           | Japonia                  | 10,53    |       |
| 8    | Jean-Olivier Zirignon | Wybrzeże Kości Słoniowej | 10,54    |       |

### Półfinały
Rozegrano dwa biegi półfinałowe. Do finału awansowało po czterech najlepszych zawodników z każdego biegu.

#### Bieg 1
Wiatr: –1,3 m/s
| Poz. | Zawodnik         | Narodowość        | Rezultat | Uwagi |
| ---- | ---------------- | ----------------- | -------- | ----- |
| 1    | Leroy Burrell    | Stany Zjednoczone | 9,97     | Q     |
| 2    | Linford Christie | Wielka Brytania   | 10,00    | Q     |
| 3    | Dennis Mitchell  | Stany Zjednoczone | 10,10    | Q     |
| 4    | Davidson Ezinwa  | Nigeria           | 10,29    | Q     |
| 5    | Chidi Imoh       | Nigeria           | 10,30    |       |
| 6    | Robson da Silva  | Brazylia          | 10,32    |       |
| 7    | Witalij Sawin    | WNP               | 10,33    |       |
| 8    | Ben Johnson      | Kanada            | 10,70    |       |

#### Bieg 2
Wiatr: –1,2 m/s
| Poz. | Zawodnik           | Narodowość        | Rezultat | Uwagi |
| ---- | ------------------ | ----------------- | -------- | ----- |
| 1    | Frankie Fredericks | Namibia           | 10,17    | Q     |
| 2    | Bruny Surin        | Kanada            | 10,21    | Q     |
| 3    | Olapade Adeniken   | Nigeria           | 10,28    | Q     |
| 4    | Ray Stewart        | Jamajka           | 10,33    | Q     |
| 5    | Talal Mansur       | Katar             | 10,34    |       |
| 6    | Emmanuel Tuffour   | Ghana             | 10,34    |       |
| 7    | Max Morinière      | Francja           | 10,42    |       |
| –    | Mark Witherspoon   | Stany Zjednoczone | DNF      |       |

### Finał
Wiatr: +0,5 m/s
| Poz. | Zawodnik           | Narodowość        | Rezultat |
| ---- | ------------------ | ----------------- | -------- |
| 1    | Linford Christie   | Wielka Brytania   | 9,96     |
| 2    | Frankie Fredericks | Namibia           | 10,02    |
| 3    | Dennis Mitchell    | Stany Zjednoczone | 10,04    |
| 4    | Bruny Surin        | Kanada            | 10,09    |
| 5    | Leroy Burrell      | Stany Zjednoczone | 10,10    |
| 6    | Olapade Adeniken   | Nigeria           | 10,12    |
| 7    | Ray Stewart        | Jamajka           | 10,22    |
| 8    | Davidson Ezinwa    | Nigeria           | 10,26    |